# Perlamantis algerica
Perlamantis algerica är en bönsyrseart som beskrevs av Giglio-tos 1914. Perlamantis algerica ingår i släktet Perlamantis och familjen Amorphoscelidae. Inga underarter finns listade i Catalogue of Life.